# Ball's Pyramid

Ball's Pyramid er en eroderet rest fra en skjoldvulkan og caldera der blev formet for omkring 6,4 millioner år siden. Den ligger omkring 20 km sydøst for Lord Howe Island i Stillehavet. Den er 562 m høj og er kun 1100 m lang og 300 m bred, hvilket gør det til den højeste stabel i verden. Ball's Pyramid er en del af Lord Howe Island Marine Park i Australien.

## Historie
Pyramiden har fået navn efter løjtnant Henry Lidgbird Ball fra Royal Navy, som beskrev opdagelsen af den i 1788. På samme rejste opdagede Ball også Lord Howe Island.
I The Voyage Of Governor Phillip To Botany Bay With An Account Of The Establishment Of The Colonies Of Port Jackson And Norfolk Island (1789) giver Arthur Phillip en beskrivelse af området omkring Ball's Pyramid, før han beskriver Lord Howe Island:
Der ligger omkring fire mil fra sydvestdelen af pyramiden, en farlig klippe, som kun viser sig lidt over vandoverfladen, og den ser ud til ikke at være større end en båd. Løjtnant Ball havde ikke mulighed for at udforske om det var sikkert at passere imellem dem eller ej.
Man mener at den første person der gik i land på øen har været Henry Wilkinson, der var en geolog fra New South Wales Department of Mines i 1882.